# Ferdinand-Emile-Casimir Coudray
Ferdinand-Emile-Casimir Coudray, francoski general, * 1882, † 1962.